# Mickey Lolich
Michael Stephen Lolich (Portland, Oregón, 12 de septiembre de 1940), más conocido como Mickey Lolich, es un exjugador profesional estadounidense de béisbol que se desempeñó en la posición de lanzador en las Grandes Ligas de Béisbol (MLB). Logró obtener el premio MVP (jugador más valioso de la Serie Mundial).

## Carrera
Lolich jugó como profesional trece temporadas en Detroit Tigers (1963-1975), después pasó a New York Mets (1976), luego a San Diego Padres, donde jugó dos temporadas (1978-1979), y fue el equipo en el que se retiró.

## Premios
Fue galardonado con el MVP (jugador más valioso de la Serie Mundial) en una oportunidad (1968).